# 茂原市民バス
茂原市民バス（もばらしみんバス）は、千葉県茂原市が運行するコミュニティバス。愛称は「モバス」。小湊鉄道長南営業所が受託している。
また本項では、茂原市が運行するデマンド型交通（乗合タクシー）のデマンド交通「ふれあい」についても記述する。

## 運行内容

### 運賃・乗車券類
- 運賃
  - ：200円均一（小学生以上）、未就学児は無料[1]。
  - ：大人400円均一（中学生以上）、小学生200円、未就学児は無料[2]。
- 各種障害者手帳（身体障害者手帳・療育手帳・精神障害者保健福祉手帳）の提示により、本人と介助者が運賃割引となる（市民バス100円、デマンド交通200円）[1][2]。
- 運転経歴証明書の提示により、運賃運賃割引となる（市民バス100円、デマンド交通200円）[1][2]。
- 回数乗車券（市民バス・デマンド交通共通）を車内で販売している[1][2]。
  - 券種：2,000円（200円券×11枚）、1,000円（100円券×11枚）[1][2]
- 市民バスのコースを乗り継ぐ際は、乗継券を発行する（当日のみ有効）[1]。

## 現行路線
各コースとも自由乗降区間を設定している。乗車時は手を挙げて運転手に伝え、降車時は降車停留所の手前で運転手に伝える。

### 北部（豊岡）コース
- 長生病院 - 本納駅 - 萱場北谷集会所 - 豊岡小学校前 - 清水集会所

月曜・水曜・金曜運行（休日・年末年始は運休）
- 長生病院 - 本納駅 - 萱場上谷青年館 - 豊岡小学校前 - 清水集会所

火曜・木曜運行（休日・年末年始は運休）。
2021年（令和3年）10月1日のダイヤ改正により、「カインズ茂原店前」バス停留所を新設。またバス停留所名を以下の通り変更。
- ちばコープ前 → コープみらい前

### 東部（東郷）コース
- 茂原駅東口 - 新茂原駅前 - 中村商店前 - 長生病院 - 東郷小学校 - 東部台文化会館 - 茂原駅東口

平日運行（休日・年末年始は運休）。
2021年（令和3年）10月1日のダイヤ改正により、バス停留所名を以下の通り変更。
- 七渡青年館 → 七渡自治会館
- 千町青年館 → 千町集会所

### 南部（鶴枝）コース
- 茂原駅南口 - 温水センター - 三ヶ谷中央 - 立木第2集会所 - ひめはるの里 - 鶴枝公民館 - 茂原中央病院前 - 茂原駅南口

平日運行（休日・年末年始は運休）。

### 南部（五郷）コース
- 茂原駅南口 - 図書館前 - JA五郷支所前 - 石神集会所 - 八幡原青年館 - 茂原市役所 - 茂原駅南口

平日運行（休日・年末年始は運休）。

## デマンド交通「ふれあい」
北部コースの一部区間と西部コースのコミュニティバスの廃止代替として、その区域を対象に運行している。
月曜日・水曜日・金曜日の週3日運行。運行エリアは市内の北西エリア（JR外房線以西で県道14号および県道84号以北、本納跨線橋以北はJR外房線以東で国道128号以西のエリア）。高師地区の一部、豊田地区の一部、二宮地区の一部、本納地区の一部および新治地区が該当する。
乗車には事前の利用登録が必要で、運行エリア内の住民、エリア外の本納・豊岡地区の住民が登録可能。

## 車両

### 市民バス
茂原市の公式ウェブサイトには「車椅子に乗ったまま乗降できますが、ご利用の場合は、できるだけ介助者をつけてください。」とある。
現行車両
- 日野・ポンチョ（2ドアロングボディ）
  - 乗車定員35名＋車椅子1名[1]
  - 2016年（平成28年）に南部コース、2017年（平成29年）に東部・北部コースにそれぞれ導入され、シビリアンを置き換えた。
  - 黄色と緑を基調とした専用ラッピングのノンステップバス。

過去の車両
- 日産・シビリアン（W41型系）
  - リアドアに車椅子リフト付き。
  - ポンチョの導入により代替された。

### デマンド交通
- タクシー事業者が保有するセダン型車両を使用する[2]。